# 察北管理区
察北管理区是河北省张家口市下辖的一个行政管理区，面积374平方公里，人口2.8万人。察北管理区地处张家口北部的坝上草原，以畜牧业和农业为主要的支柱产业。
察北管理区位于河北省张家口市北部的坝上高原，其前身是察北牧场，2003年8月由省属农垦企业改制为管理区，归属张家口市管理。

## 历史
察北始建于1949年，前身为河北省国营察北牧场，为著名的三号军马场，历史上也是张家口市农牧业的重要带动极和示范区。

## 行政区划
察北管理区下辖1个镇、1个乡、5个管理处（原分场）：
沙沟镇、宇宙营乡、黄山管理处、石门管理处、乌兰管理处、金沙管理处和白塔管理处。